# 질 를루슈
질 를루슈(Gilles Lellouche, 1972년 7월 5일 ~ )는 프랑스의 배우이다.

## 작품 목록

### 영화 출연
- 내 아내는 여배우 (2001, Ma femme est une actrice)
- 러브 미 이프 유 데어 (2003)
- 나르코 (2004, Narco) - 연출, 각본 겸임
- 안소니 짐머 (2005)
- 텔 노 원 (2006)
- 멜로디의 미소 (2007)
- 사랑을 부르는, 파리 (2008)
- 퍼블릭 에너미 넘버원 (2008)
- Le Premier Jour du reste de ta vie (2008)
- 프렌즈: 하얀 거짓말 (2010)
- 포인트 블랭크 (2010)
- 블랑섹의 기이한 모험 (2010)
- 테레즈 데케루 (2012)
- 플레이어스 (2012) - 연출, 각본 겸임
- 프렌치 커넥션: 마약수사 (2014, La French)
- 세라비, 이것이 인생! (2017) - 젬스 역
- 철의 심장을 가진 남자 (2017)
- 다이빙: 그녀에 빠지다 (2017) - 세자르 역
- 로큰롤 (2017, Rock'n Roll)
- Sous le même toit (2017)
- 더 스트롱홀드 (2020, BAC Nord)
- Astérix et Obélix : L'Empire du Milieu (2023)

### 연출 및 각본
- 나르코 (2004, Narco)
- 플레이어스 (2012)
- 수영장으로 간 남자들 (2018)

### 텔레비전 출연
- 연예인 매니저로 살아남기 (2015)